# 牟岐駅
牟岐駅（むぎえき）は、徳島県海部郡牟岐町大字中村字本村にある、四国旅客鉄道（JR四国）牟岐線の駅。駅番号はM24。牟岐町の代表駅である。
2016年（平成28年）12月31日をもって全ての駅での販売が終了した、青春18きっぷの常備券が最後まで販売されていた駅の一つでもある。

## 歴史

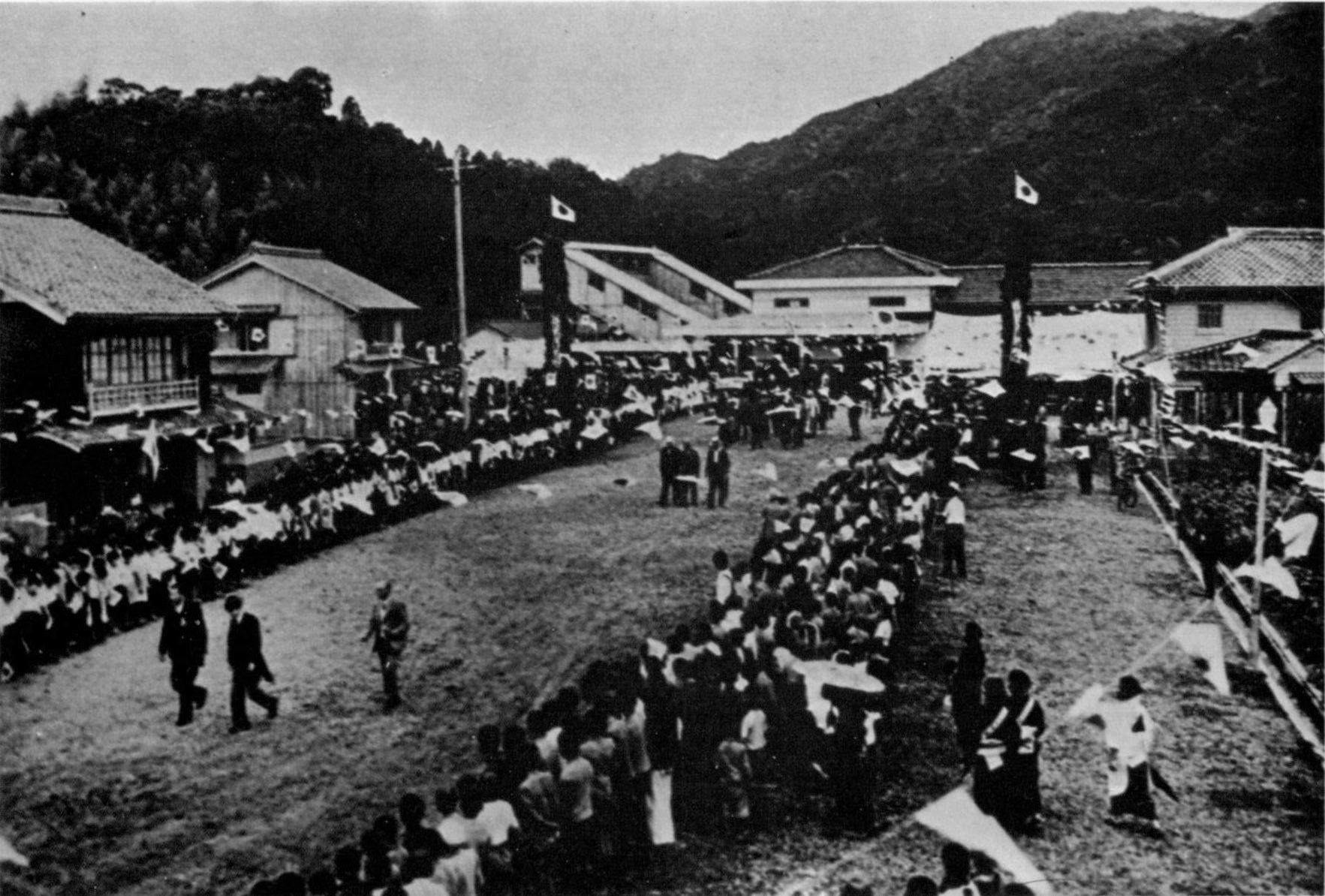
開業当日の牟岐駅前（1942年7月1日）

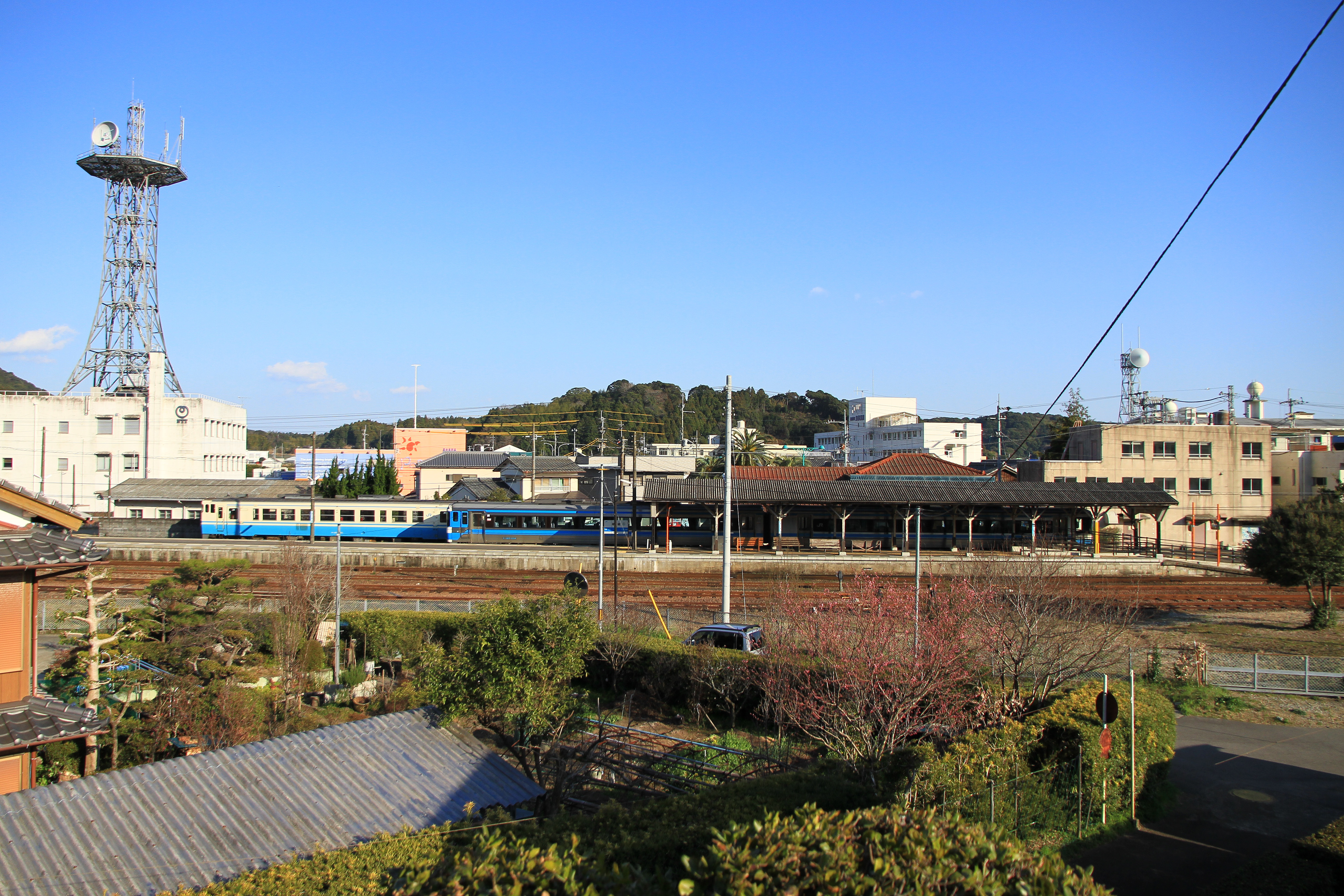
全景（2011年3月）

- 1942年（昭和17年）7月1日：国有鉄道牟岐線の終着駅として開業[2]。
- 1950年（昭和25年）3月25日：昭和天皇の戦後巡幸があり、お召し列車が牟岐駅 - 徳島駅間で運行[4]。
- 1973年（昭和48年）10月1日：牟岐線当駅 - 海部駅間が延伸開業[2]。途中駅となる。
- 1974年（昭和49年）10月1日：貨物取扱を廃止[2]。
- 1984年（昭和59年）2月1日：荷物扱い廃止[2]。
- 1987年（昭和62年）4月1日：国鉄分割民営化により四国旅客鉄道の駅となる[2]。
- 1988年（昭和63年）4月10日：瀬戸大橋線全通によるダイヤ改正において、当駅発着の高松駅行き急行列車2往復の愛称が「むろと」から「阿波」に変更。
- 1990年（平成2年）
  - 11月20日：この日をもって高松駅 - 当駅間の急行列車「阿波」2往復が運転終了、同時に牟岐線における急行列車の歴史も終了した。
  - 11月21日：キハ185系による当駅発の特急列車3往復が運転開始。愛称は「うずしお」。うち1往復は当駅先の海部駅発着で運転。
- 1992年（平成4年）3月26日：延伸建設区間の海部駅 - 甲浦駅間が阿佐海岸鉄道の阿佐東線として開業し、当駅 - 甲浦駅間相互乗り入れ開始。1往復あった海部駅発着の特急列車はその開業前日をもって当駅 - 海部駅間の運転が終了し、当駅以南は以後各停のみとなる。
- 1998年（平成10年）3月14日：特急列車の一部が阿波池田駅発着の「剣山」となる。その前日をもって「うずしお」の当駅 - 岡山駅間の直通が終了。
- 1999年（平成11年）3月13日：「むろと」が約11年振りに特急列車の愛称として復活。但し急行列車時代の高松発着ではなく、徳島発着となる。また「うずしお」が系統分離により徳島駅 - 高松駅・岡山駅間の運転に統一され、その前日をもって当駅 - 高松駅間の直通も終了。
- 2001年（平成13年）3月3日：この日から阿佐海岸鉄道との相互乗り入れ（当駅 - 甲浦間直通）が朝の2往復のみとなる。それ以外は全て境界駅の海部駅で乗り換えとなる。
- 2008年（平成20年）3月15日：阿佐海岸鉄道との相互乗り入れ2往復が取り止めとなり、全ての列車が海部駅乗換となる。
- 2009年（平成21年）12月1日：阿佐海岸鉄道との相互乗り入れ2往復が再開。
- 2010年（平成22年）3月13日： ホームかさ上げ施工完成により、この日から1500形と1200形の運用開始。また、当駅への最終列車の到着が日付越えて運転されていた各停（徳島駅22時38分発）が阿南駅で打ち切りとなった。
- 2011年（平成23年）3月12日：当駅からの朝の特急列車が7時00分発となった関係で、阿佐海岸鉄道との相互乗り入れ車両がキハ185系2両からキハ40形1両に変更。
- 2014年（平成26年）3月15日：「剣山」の系統分離により徳島駅 - 穴吹駅・阿波池田駅間の運転に統一され、この日から当駅発着の特急列車3往復が全て徳島発着の「むろと」になる。その前日をもって当駅 - 阿波池田駅間の直通も終了。
- 2016年（平成28年）12月31日：この日をもって、当駅での青春18きっぷ常備券の販売を終了（常備券以外は現在も販売を継続）[5]。
- 2018年（平成30年）3月17日：「むろと」4号の当駅発車時刻を10時11分発に変更。
- 2019年（平成31年）3月16日：ダイヤ改正に於いて徳島 - 阿南間のパターンダイヤ導入による影響で、「むろと」が朝の当駅発の上り1本と夜の当駅着の下り1本の計1往復に[6][7]。これに伴い、該当列車に接続の当駅発着普通列車が減便となり、また、それ以外の阿南 - 当駅間および当駅 - 海部間の普通列車も減便、阿佐海岸鉄道との相互乗り入れも廃止。さらに、上記の減便対策として、同日から徳島バスの高速バス路線「室戸・生見・阿南大阪線」のうち、阿南駅 - 牟岐 - 甲浦間が乗降可能に[8][9]。
- 2020年（令和2年）
  - 7月18日：当駅 ‐ 海部駅間のDMV関連工事開始によるダイヤ改正により、工事完了まで同区間が代行バス輸送となる[10]。
  - 11月1日：2021年からの阿佐海岸鉄道によるDMV運行開始に先立ち、阿波海南駅 - 海部駅間が阿佐海岸鉄道阿佐東線へ編入された[11][12][13][14]。但し当駅からの代行バスは、海部駅 - 甲浦駅間の工事開始まで、引き続きJR四国により11月30日まで海部駅発着で運行された。
  - 12月1日：海部駅 - 甲浦駅間のDMV関連工事開始により、当駅からの代行バスが阿波海南駅発着に短縮となり[15]、阿波海南駅にて阿佐海岸鉄道の代行バスヘ乗り継ぐ形に変更となる[11]。
- 2021年（令和3年）
  - 2月1日：当駅 - 阿波海南駅間でのバス代行輸送を終了し、列車運転を再開[16][17][18]。
- 2022年（令和4年）4月1日：接続する徳島バスの高速バス「室戸・生見・阿南 - 大阪線」の阿南駅 - 浅川駅間でJR四国との共同経営が開始され、運賃が共通化し[19]、JRの有効な乗車券類で当該区間へのバス乗車が可能となる[20]。
- 2023年（令和5年）5月20日：前述の高速バス「室戸・生見・阿南 - 大阪線」において阿波海南駅至近に「海部高校前」バス停が新設されたことに伴い、共同経営区間が阿波海南駅まで延長される[21]。
- 2025年（令和7年）3月15日：ダイヤ改正により当駅発着の特急「むろと」の運行を終了。ならびに牟岐線の定期優等列車が消滅した[22][23]。

## 駅構造
島式ホーム1面2線を有する地上駅（直営駅）。開業当時からの木造駅舎が残っている。駅舎とホームは構内踏切で結ばれている。近距離用自動券売機あり（2000円札以上の高額紙幣は使用不可。なお、リニューアル前の券売機ではオレンジカードも使用可能だった）。
かつては駅舎内の待合所にキヨスクの店舗も設置されていた。キヨスクの閉店後もしばらくは店舗の跡が残っていたが、現在は撤去され待合所の拡張に充てられた。
留置線がホームと駅舎の間に1本、その反対側にも3本の計4本があり、現在も車両の入れ替えや臨時列車の一時的な滞留等に使用されている。また、夜間滞泊の設定もある。なお、牟岐線において列車交換の可能な駅は当駅が最後である。
ホームへのアクセスは国鉄時代から海部寄りの階段の無い坂道となってはいたが（手すりは無かった）、2010年3月13日のダイヤ改正までに1500形気動車と1200形気動車（1000形気動車改造車）対応のホーム嵩上げ施工と同時にバリアフリー化工事も行い、新たに車椅子や身障者用の緩やかな手すり付スロープが設けられた。ホーム自体は20m車両4両編成まで対応しているが、日和佐寄りの1両分の長さのみ、嵩上げ未施工となっている。
当駅以南の牟岐線（およびDMV運行以前の阿佐海岸鉄道阿佐東線）はホーム有効長が3両と短い。このため、かつて多客期に特急を増結した場合は当駅で解結が行われ、普通列車として運転されていた。
2010年3月12日までは徳島・阿南方面からの最終列車の当駅終着は日付を跨いでいたが、2025年3月15日現在は23時29分（徳島駅21時30分発）と当日中の終着になっている。

### のりば
| のりば | 路線    | 方向 | 行先           |
| ------ | ------- | ---- | -------------- |
| 1・2   | ■牟岐線 | 下り | 阿波海南方面   |
| 1・2   | ■牟岐線 | 上り | 阿南・徳島方面 |

付記事項
- 一部の例外を除き、1番線には阿南方面から直通する阿波海南方面行きと始発の阿南方面行きが、2番線には阿波海南方面から直通する阿南方面行きと始発の阿波海南方面行きが入る。
- 下り列車（阿波海南・海部方面）は1992年3月26日の阿佐海岸鉄道阿佐東線（海部 - 甲浦間）開業直後は昼間の列車も甲浦まで直通し、近年では朝の2往復が直通していたが、2019年3月16日改正ダイヤからは全て海部で乗換となった。2020年11月1日に阿波海南 - 海部間が阿佐東線に編入されたことにより、2020年12月1日改正ダイヤから乗換が阿波海南に変更となった。
- 上り列車（阿南方面）へは基本的には徳島駅までだが、その先の鳴門駅行き（鳴門線）が朝5時半台の始発と夕方17時半台の2本、穴吹駅行き（徳島線）が朝8時半台の1本、板野駅行き（高徳線）が昼12時台と夜18時半台の2本が設定されている[25]。

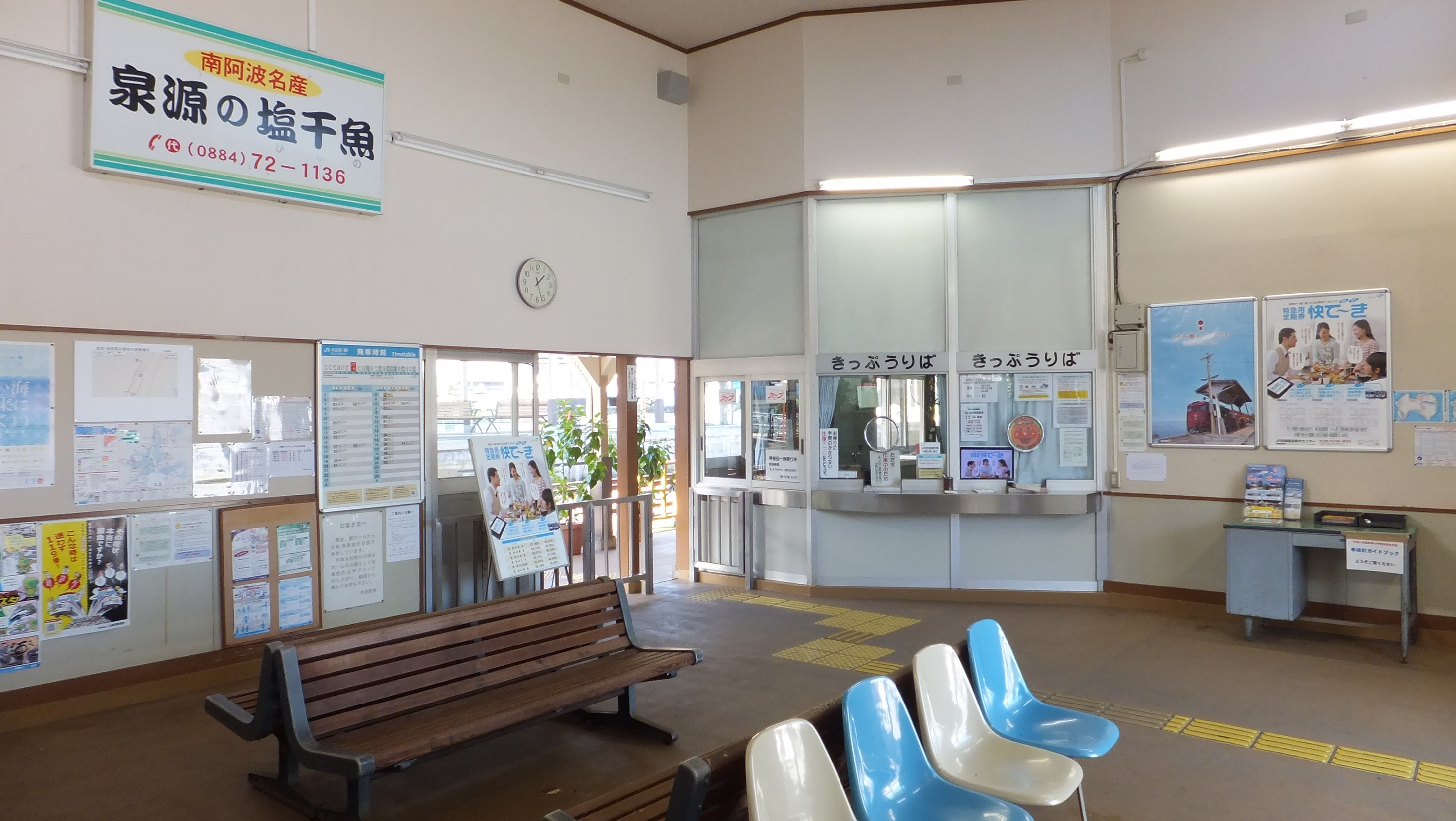
駅舎内（2015年9月）
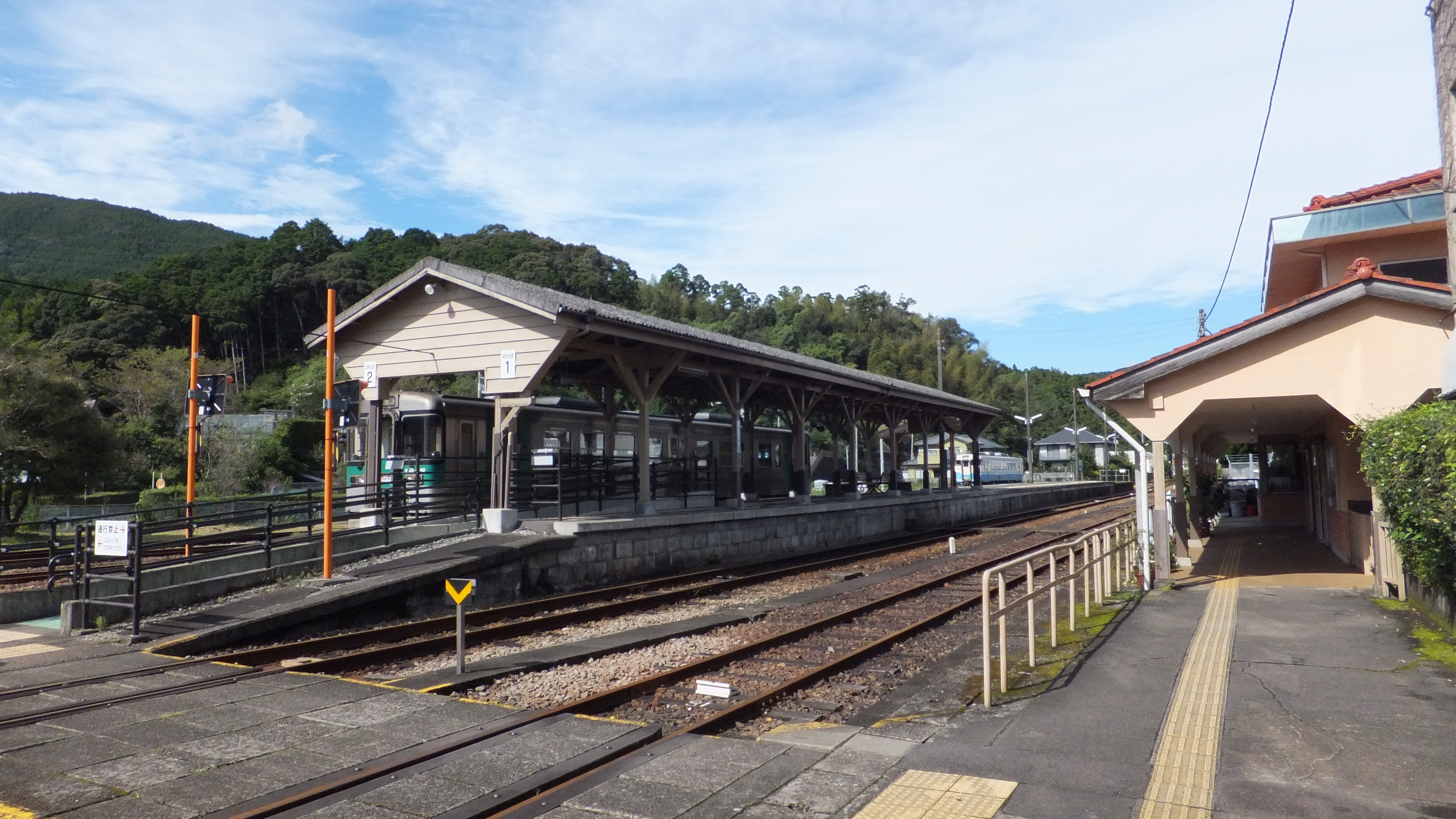
構内踏切（2015年9月）
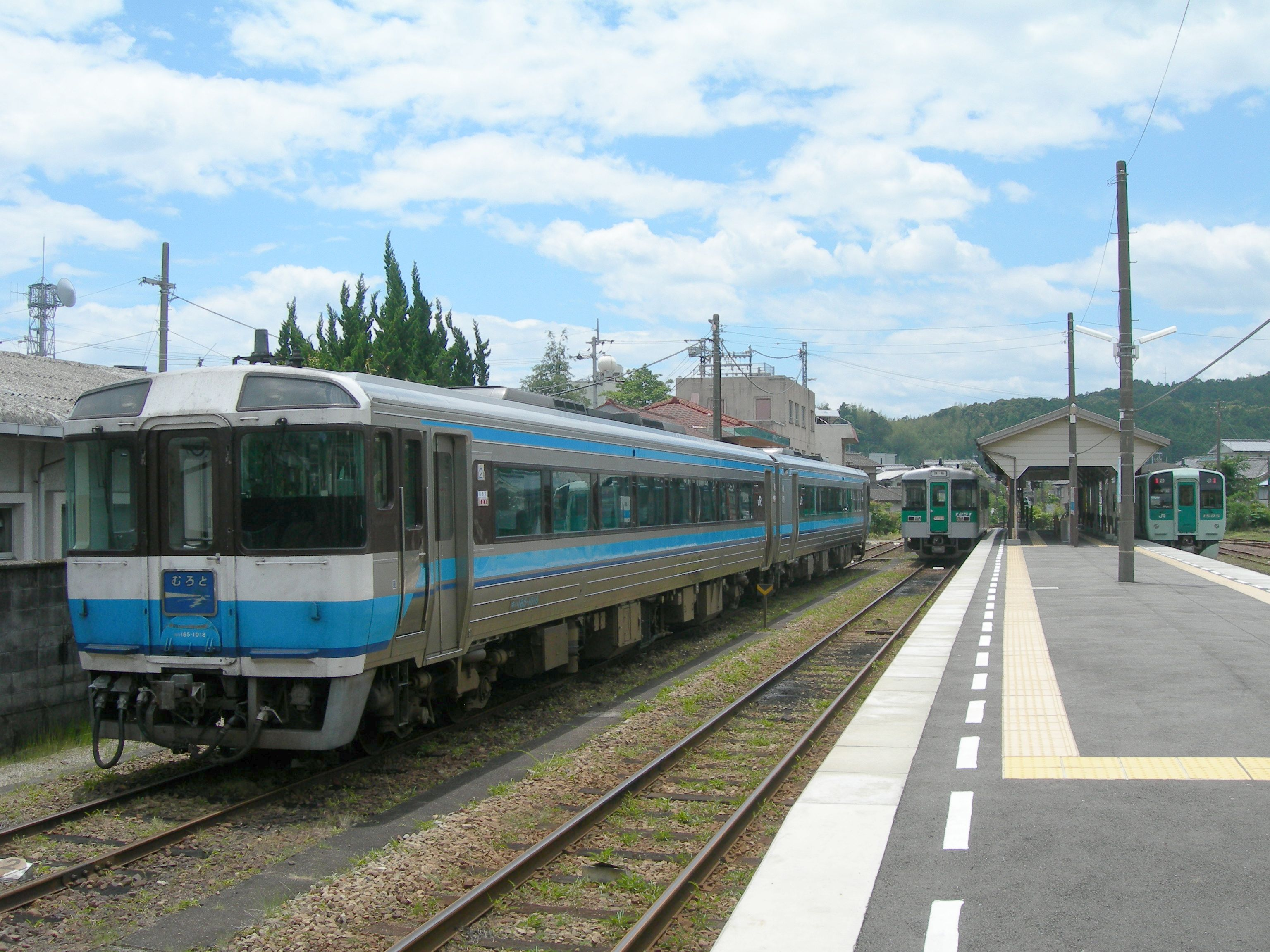
ホーム（2010年5月）

## 利用状況
1日平均乗車人員は下記の通り。
| - 417人（1995年度） - 406人（1996年度） - 383人（1997年度） - 359人（1998年度） - 341人（1999年度） - 317人（2000年度） - 285人（2001年度） - 264人（2002年度） - 254人（2003年度） - 245人（2004年度） | - 230人（2005年度） - 217人（2006年度） - 196人（2007年度） - 191人（2008年度） - 179人（2009年度） - 168人（2010年度） - 162人（2011年度） - 175人（2012年度） - 180人（2013年度） - 160人（2014年度） |

## 駅周辺
- 牟岐町役場

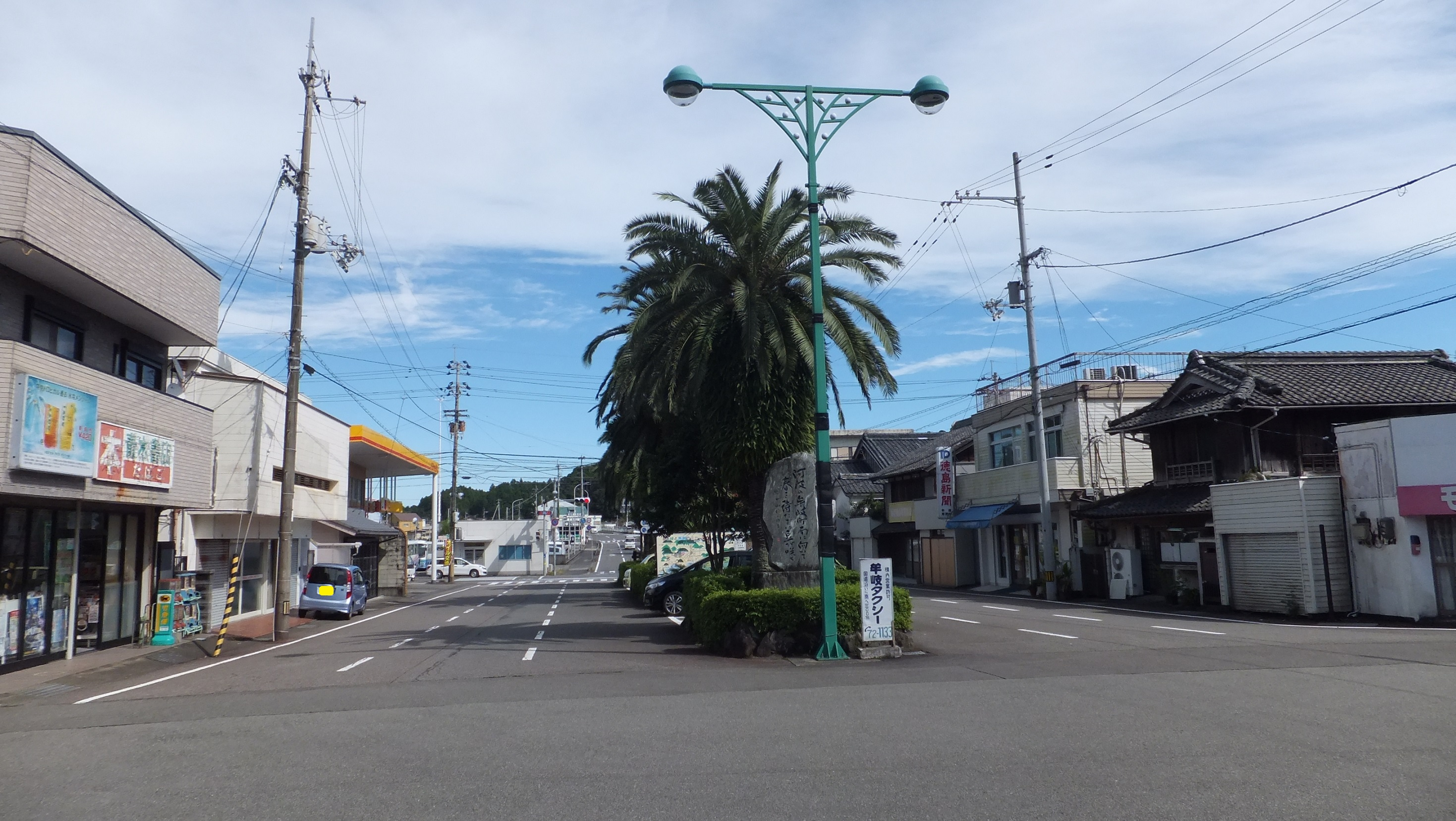
駅前（2015年9月）

- 海部消防組合消防本部・海南消防署牟岐出張所
- 徳島県牟岐警察署
- 徳島県立海部病院
- 徳島家庭裁判所牟岐出張所・牟岐簡易裁判所
- 日本郵便牟岐郵便局
- 阿波銀行牟岐支店
- 徳島大正銀行牟岐支店
- かいふ農業協同組合（JAかいふ）本所
- 牟岐町立牟岐保育園
- 牟岐町立牟岐小学校
- 牟岐町立牟岐中学校
- 牟岐町海の総合文化センター
- 徳島バス南部牟岐営業所
- 牟岐八幡神社
- 正観寺（県内唯一の華厳宗）
- 海蔵寺
- 徳島新聞海部支局
- ハローワーク牟岐（阿南公共職業安定所 牟岐出張所）
- ポルトむぎ - ショッピングセンター
  - フレッシュフーズオオキタ ポルト牟岐店 - スーパーマーケット
- 国道55号
- 阿南安芸自動車道牟岐バイパス（建設中）
- 徳島県道135号牟岐港牟岐停車場線
- 徳島県道147号日和佐牟岐線（南阿波サンライン）
- 牟岐川
- 牟岐港 - 出羽島連絡船のりば。詳細は後述。
- 牟岐漁港 - 吉野神社の東側にある港を指す。

## 接続交通機関

### バス路線
一般路線・高速バス共に、駅から約200メートル離れた徳島バス南部牟岐営業所前の牟岐バス停から発着している。
一般路線
- 徳島バス南部
  - 海部病院（一部便のみ）・鯖瀬・浅川駅前・海南病院（一部便のみ）・海部高校前・海部駅前・宍喰祇園通・宍喰駅前（一部便のみ）・甲浦口・海の駅東洋町方面

昼行高速バス
- 徳島バス
  - 室戸・生見・阿南大阪線（上り）日和佐・由岐・橘営業所・阿南駅・高速舞子・ハービスOSAKA・なんば高速バスターミナル方面
  - 室戸・生見・阿南大阪線（下り）浅川・海部高校前・海部・宍喰・甲浦・生見方面
  - 室戸・生見・阿南大阪線（下り）浅川・海部高校前・海部・宍喰・甲浦・生見・野根・室戸世界ジオパークセンター・岬・室戸方面

※阿南駅 - 甲浦間途中乗降可能、阿南駅 - 海部高校前間JRの乗車券等で利用可能。

### タクシー
- 海部タクシー
- 牟岐タクシー

### 離島航路
徳島県道135号線沿いに「牟岐港」という連絡船のりば（※駅から約600メートル）があり、出羽島連絡船（出羽島港行き。出羽島連絡事業が運航）が就航している。
※航行時間は約15分、1日に6往復を運航。

## 隣の駅
四国旅客鉄道（JR四国）
■牟岐線
- 臨時特急「やくおうじ」発着駅

■普通
辺川駅 (M23) - 牟岐駅 (M24) - 鯖瀬駅 (M25)